# Science militaire
Ne doit pas être confondu avec Théorie militaire, Polémologie ou Art de la guerre.
La science militaire regroupe une série de domaines scientifiques qui permettent la mise en application de la politique de défense militaire d'un pays. Des chercheurs, des théoriciens, des stratèges, des ingénieurs, des techniciens et le personnel d'essai de prototypes élaborent en grande partie ces différents domaines.
La science militaire essaie d'adapter au mieux les outils militaires d'une nation à la politique gouvernementale du pays. Elle étudie l'armement à employer pour répondre au mieux aux problèmes auxquels elle sera confrontée. Cette science englobe également l'élaboration de théories militaires se basant sur des batailles passées en vue de développer des stratégies de défense ou d'attaque. Il s'agit ainsi d'améliorer les capacités de frappes ou de réponses de l'armée du pays en déterminant les meilleures stratégies et en déterminant le meilleur matériel de guerre à employer.
Dans l'éducation des militaires, ce terme englobe tous les domaines scientifiques qui sont à maîtriser en cas de gestion d'un conflit. Cela comporte les renseignements, le matériel militaire, la simulation de conflits, les statistiques et la logistique.